# Thaddäus Robl
Thaddäus Robl (ur. 22 października 1876 w Kleinaschau, zm. 18 czerwca 1910 w Krzekowie) – niemiecki kolarz torowy i szosowy, trzykrotny medalista mistrzostw świata, pilot.

## Kariera
Pierwotnie uprawiał kolarstwo od 1896. Był znanym zawodnikiem i zwycięzcą wielu wyścigów tej dyscyplinie. Pierwszy sukces w karierze osiągnął w 1896, kiedy zdobył srebrny medal w wyścigu ze startu zatrzymanego zawodowców podczas torowych mistrzostw kraju. Na rozgrywanych dwa lata później mistrzostwach świata w Berlinie w tej samej konkurencji był najlepszy, podobnie jak na mistrzostwach świata w Rzymie w 1902. W wyścigu ze startu zatrzymanego zdobył również srebrny medal podczas mistrzostw świata w Kopenhadze, ulegając jedynie Holendrowi Pietowi Dickentmanowi. Ponadto zdobył osiem medali torowych mistrzostw Europy, w tym złote w latach 1901-1904 i 1907. W konkurencji tej był również mistrzem kraju w 1907 i 1908. Od 1905 do 1909 był absolutnym zwycięzcą zawodów kolarskich w Niemczech. Był m.in. trzeci w wyścigu Paryż-Bordeaux, zwycięzcą wyścigu na torze we Friedenau.
W ostatnim okresie życia zaangażował się w sport lotniczy zwany wówczas awiatyką. Zgłosił się do konkursu, zorganizowanego na lotnisku w Krzekowie pod Szczecinem w czerwcu 1910. Podczas pierwszego dnia zawodów 18 czerwca 1910 wskutek niekorzystnych warunków atmosferycznych (silny wiatr) zawodnicy zwlekali z podjęciem swoich prób, aż w końcu – mimo odradzania mu tego - odważył się Robl. Wzbił się on na aeroplanie systemu Farmana (dwupłaszczyznowy) na wysokość ponad 100 m i kilkakrotnie okrążył pole wzlotów. Przy opadaniu prawdopodobnie przestał działać silnik w maszynie, wobec czego samolot spadł z około 39 m roztrzaskując się o ziemię. Sam Robl wypadł z maszyny podczas opadania, po czym runęła ona na niego. Kilka minut po wypadku zmarł. Był pierwszą w historii Niemiec cywilną ofiarą katastrofy lotniczej. Jego wypadek lotniczy był też pierwszym w Szczecinie.
Został pochowany na Starym Cmentarzu Południowym w Monachium.